# ADSR
Em música eletrônica e acústica, ADSR é um acrónimo de: Attack, Decay, Sustain, Release. Em português a sigla também é válida, se usarmos os termos Ataque, Decaimento, Sustentação e Repouso (alguns textos chamam o tempo R de Relax ou Relaxamento). ADSR é uma das formas mais comumente utilizadas para aplicar um envelope de amplitude a um som para produzir um timbre característico de um instrumento musical. Também podemos usar o ADSR para analisar o envelope de sons produzidos por um instrumento real.
Vejamos alguns exemplos:
As imagens acima mostram notas emitidas por três instrumentos. O primeiro som é de uma tabla, espécie de tambor da Índia. A segunda onda mostra três notas produzidas por uma trompa. O terceiro exemplo mostra uma longa nota produzida por uma flauta. Na imagem da direita, o envelope de cada som está destacado. Veja como em cada som o perfil é diferente. Em cada uma delas, o som se inicia, permanece soando e termina por tempos diferentes. Este é o chamado envelope acústico do som, composto das seguintes fases:

## Ataque
É a fase inícial do som. Quando o executante bate em um tambor, inicia uma arcada em um violino, sopra um clarinete, ele inicia o ataque. O tempo para ir do silêncio até a Intensidade total da nota pode variar. Instrumentos de sopro, por exemplo, podem produzir ataques muito suaves, com notas ligadas umas às outras (técnica conhecida como legato) ou notas de início brusco e totalmente separadas umas das outras (staccato). Instrumentos de corda com arco podem ter ataques muito suaves, fazendo uma única nota crescer do silêncio até uma intensidade muito elevada ao longo de vários segundos. Você pode notar as diferenças no ataque de cada gráfico na imagem acima, entre os instrumentos e também entre as notas de um mesmo instrumento.

## Decaimento
Em alguns casos, após o ataque o som sofre um decaimento de intensidade antes de se estabilizar. Em um instrumento de sopro, por exemplo, isso pode se dever à força inicial necessária para colocar a palheta em vibração, após o que, a força para manter a nota soando é menor e ocorre um decaimento até a intensidade desejada. Normalmente o decaimento é um fenômeno muito rápido (de alguns céntésimos a menos de um décimo de segundo). Nos exemplos mostrados, o decaimento é claramente perceptível nas notas da tabla e levemente na segunda nota da trompa. Decaimentos costumam acontecer principalmente em instrumentos de cordas tais como o piano e instrumentos de percussão.

## Sustentação
Corresponde ao tempo de duração da nota musical. Na maior parte dos instrumentos este tempo pode ser controlado pelo executante. A intensidade é então mantida no mesmo nível, como as notas da trompa e da flauta nas imagens acima. Alguns instrumentos (principalmente os de percussão) não permitem controlar a duração. Em alguns casos o som nem chega a se sustentar e o decaimento inicial já leva o som diretamente ao seu relaxamento.

## Repouso ou Relaxamento
Final da nota, quando a intensidade sonora diminui até desaparecer completamente. Pode ser muito rápido, como em um instrumento de sopro, quando o instrumentista corta bruscamente o fluxo de ar ou quando a pele de um tambor é silenciada com a mão. Também pode ser muito lento, como em um gongo ou um piano com o pedal de sustentação acionado. Nestes casos a nota pode permanecer soando por vários segundos antes de desaparecer completamente. Na imagem acima, a nota da flauta tem um final suave devido à reverberação da sala onde a música foi executada, que fez o som permanecesse ainda por um tempo, mesmo após o término do sopro.
Em um sintetizador, se desejarmos reproduzir o som de um instrumento real, ele deve reproduzir o mais fielmente possível o envelope deste instrumento. Para que o som produzido se pareça com o som de um instrumento de cordas, percussão, sopro, etc, o músico deve ajustar os tempos do perfil ADSR, controlando a duração de cada um destes períodos. Sons de instrumentos inexistentes também podem ser criados através do uso de perfis que um instrumento acústico não poderia produzir, como por exemplo, um tempo de ataque muito longo ou notas que podem ser sustentadas por vários minutos. As imagens abaixo mostram alguns exemplos:

Este é um perfil típico de um instrumento de corda pinçada, como uma guitarra. O som surge rapidamente com intensidade elevada, sofre um pequeno decaimento. Depois disso a corda mantêm a vibração por um tempo e a nota termina com um repouso suave. O som diminui lentamente até sumir.

Alguns instrumentos, como a trompa ou a flauta nos exemplos acima, praticamente não possuem decaimento significativo. A nota parte diretamente do ataque para a fase de sustentação e assim permanece até que o sopro termina.

Exemplo típico de um instrumento de percussão em que a nota praticamente não se sustenta, indo direto do ataque para o relaxamento.